# 46 (szám)
A 46 (római számmal: XLVI) egy természetes szám.

## A szám a matematikában
A tízes számrendszerbeli 46-os a kettes számrendszerben 101110, a nyolcas számrendszerben 56, a tizenhatos számrendszerben 2E alakban írható fel.
A 46 páros szám, összetett szám, azon belül félprím, továbbá középpontos háromszögszám és kilencszögszám. Kanonikus alakban a 21 · 231 szorzattal, normálalakban a 4,6 · 101 szorzattal írható fel. Négy osztója van a természetes számok halmazán, ezek növekvő sorrendben: 1, 2, 23 és 46.
Két szám valódiosztó-összegeként áll elő, ezek az 52 és 86.
Mivel található olyan 46 egymást követő egész szám, amelynél minden belső számnak van közös prímtényezője akár az első, akár az utolsó taggal, a 46 Erdős–Woods-szám.
Az első 46 pozitív egész szám összege (vagyis a 46. háromszögszám) 1081, e 46 szám szorzata (azaz a 46 faktoriálisa): 46! = 5,50262215981209 · 1057.
A 46 négyzete 2116, köbe 97 336, négyzetgyöke 6,78233, köbgyöke 3,58305, reciproka 0,021739. A 46 egység sugarú kör kerülete 289,02652 egység, területe 6647,61005 területegység; a 46 egység sugarú gömb térfogata 407 720,08337 térfogategység.
A 46 helyen az Euler-függvény helyettesítési értéke 22, a Möbius-függvényé 1, a Mertens-függvényé −2.

## A szám mint sorszám, jelzés
- A periódusos rendszer 46. eleme a palládium.